# بوآ نوا
بوآ نوا (به پرتغالی: Boa Nova) یک منطقهٔ مسکونی در برزیل است که در باهیا واقع شده‌است. بوآ نوا ۱۲٬۳۲۹ نفر جمعیت دارد.